# También es cueca
«También es cueca» es el tercer disco del grupo de folk fusión Las Capitalinas. Después de la promoción del disco Las Mejores Cuecas (2004), que las llevó a gran parte del país, la banda comienza a experimentar con un nuevo sonido, poco explorado antes: La Cueca/Fusión, por lo que mezclan a la cueca sonoridades del blues, rock, bossa nova, landó, son y tango, entre otros. La mayoría de los tracks del disco corresponden a temas originales, además de algunas reversiones de temas anteriores con arreglos totalmente nuevos, como “Ingrato” (No vuelvas más) del disco Cuecas para Chile (2001), “Me fui a la orilla del mar” y “De un Hermoso Paraíso” del disco Las Mejores Cuecas (2004). Es editado y distribuido por el sello Feria Music.
El lanzamiento del disco se realizó en la sala Isidora Zegers de la Universidad de Chile, con una importante cobertura mediática, lo que catapulta a Las Capitalinas como una de las bandas insignes del incipiente movimiento de cuecas urbanas (Cueca brava) juveniles, teniendo una destacada aparición en diversos medios de comunicación. De este disco se desprende como sencillo “Traté” (Karen Alfaro), cueca fusionado con Blues y Gospel.

## Lista de canciones
1. "Hoy"
2. "El Unicornio y la Doncella"
3. "Sólo a veces"
4. "Del mismo arrabal"
5. "Sangre derramada"
6. "Encontraron a Pedro Navaja"
7. "Remolino Trovador"
8. "Ingrato"
9. "Cueca Landó"
10. "Perpetua Condena"
11. "Traté"
12. "Ya no me quieras"
13. "Incontrolables deseos"
14. "Me fui a la orilla del mar"
15. "De un hermoso paraíso"
16. "Pirata a la mar"

## Sencillo
1. Traté